# باتريك جاي غيري
باتريك جاي غيري (بالإنجليزية: Patrick J. Geary)‏ هو مختص في الدراسات القروسطية ‏ وأستاذ جامعي أمريكي، ولد في 26 سبتمبر 1948 في جاكسون في الولايات المتحدة.